# نیم وارو
نیم وارو حرکاتی است از نوع آکروبات که این حرکت زیبا را در تمامی ورزش‌ها می‌توان دید
چگونگی حرکت : این حرکت اینگونه است که ایستاده و خود را به طرف بالا همراه با دست‌های کشیده پرت کرده 
و در حالت پریئن کمر خود را به طرف پشت خم میکنیم و انگاه دست خود را به زمین گذاشته و پای خود را هم که در هوا در حال چرخش بود به سمت زمین می اوریم و میایستیم.